# 사회선교
사회선교(社會宣敎)는 기독교 정신에 따른 사회봉사를 일컫는다. 선교라는 말이 붙기는 하지만, 실제로는 신앙을 가지도록 권하지는 않는다.

## 고대교회의 사회선교
고대교회에서는 사도들에 의해 사회선교가 실천되었다. 성령강림절에 등장한 첫 번째 교회인 예루살렘 교회에서는 이스라엘 사회의 사회적 약자인 과부들에게 먹을 것을 나누어주는 사회선교를 하였으며, 사도 바울도 갈라디아서에 예루살렘 교회의 지도자들과의 만남에 대해 기록하면서 가난한 사람들을 기억할 것을 부탁받았는데, 이는 자신이 항상 해 오던 일이었다고 주장한다. 즉 고대교회에서는 로마제국의 억압적이고 착취적인 정치, 경제체제로 인해 가난하고 소외된 민중들에게 하느님 나라의 복음을 전하고, 일용할 양식이 없는 그들에게 빵과 생선을 나누어준 역사적 예수의 삶을 사회선교로 본받았던 것이다.